# Gare de Berlin Friedrichstraße
La gare de Berlin Friedrichstraße [ˈfʁiːdʁɪçˌʃtʁaːsə] est une gare ferroviaire à Berlin au croisement de la Stadtbahn est-ouest et du tunnel nord-sud. Elle se trouve dans le quartier de Mitte entre la Friedrichstraße et le Spree. Du temps du mur de Berlin, la gare de Friedrichstraße était dans la partie est, mais des trains et des S-Bahn de l'ouest continuaient à y arriver. C'était un poste-frontière important entre l'est et l'ouest, surnommé le « palais des larmes ».
Aujourd'hui, la gare est desservie par de nombreux trains régionaux et S-Bahn.

## Service des voyageurs

### Desserte

#### Regional Bahn
| Ligne | Villes étapes | Voie |
| ----- | --- | ---- |
| HBX   | Harz-Berlin-Express (de) Gare de l'Est (Berlin) – Friedrichstraße – Potsdam – Magdebourg – Halberstadt (partage du train) – Quedlinburg – Thale / Wernigerode – Vienenburg | A/B  |
| RE1   | Magdebourg – Brandebourg – Potsdam – Friedrichstraße – Fürstenwalde (Spree) – Francfort-sur-l'Oder (– Cottbus)                                                             | A/B  |
| RE2   | Wismar – Schwerin – Wittenberge – Friedrichstraße – Königs Wusterhausen – Lübben (Spreewald) – Cottbus                                                                     | A/B  |
| RE7   | Dessau-Roßlau – Bad Belzig – Beelitz-Heilstätten – Michendorf – Friedrichstraße – Aéroport de Berlin-Schönefeld – Rangsdorf – Wünsdorf-Waldstadt                           | A/B  |
| RB14  | Nauen – Berlin-Spandau – Friedrichstraße – Aéroport de Berlin-Schönefeld                                                                                                   | A/B  |
| RB21  | Friedrichstraße – Berlin-Charlottenbourg – Berlin-Wannsee – Potsdam – Golm – Wustermark                                                                                    | A/B  |
| RB22  | Friedrichstraße – Berlin-Charlottenbourg – Berlin-Wannsee – Potsdam – Golm – Saarmund – Aéroport de Berlin-Schönefeld                                                      | A/B  |

#### S-Bahn
Friedrichstraße figure comme la gare centrale des lignes S-Bahn de Berlin au croisement des lignes S-Bahn sud-nord S1, S2, S25, S26 empruntant le tunnel nord-sud et des lignes est-ouest S3, S5, S7 et S9 empruntant le Stadtbahn. Avec entre 150 000 et 200 000 passagers par jour, c'est la deuxième plate-forme de correspondance ferroviaire berlinoise après la gare centrale et avant Alexanderplatz et Zoologischer Garten.

### Intermodalité
Outre la station de métro attenante, la gare est desservie par le tramway et des bus.

## Gare de Friedrichstraße dans la fiction
- Dans La Mort dans la peau (film), Jason Bourne (Matt Damon) échappe à la police en sautant d'un pont sur un bateau juste devant la gare.
- Les Trois Vies de Rita Vogt a plusieurs scènes où les membres de la RAF passent par la gare pour s'échapper vers Berlin-Est.
- Dans le jeu vidéo Call of Duty: World at War, la gare est utilisée par l'armée rouge pour se replier pendant la bataille de Berlin.

## Galerie de photographies

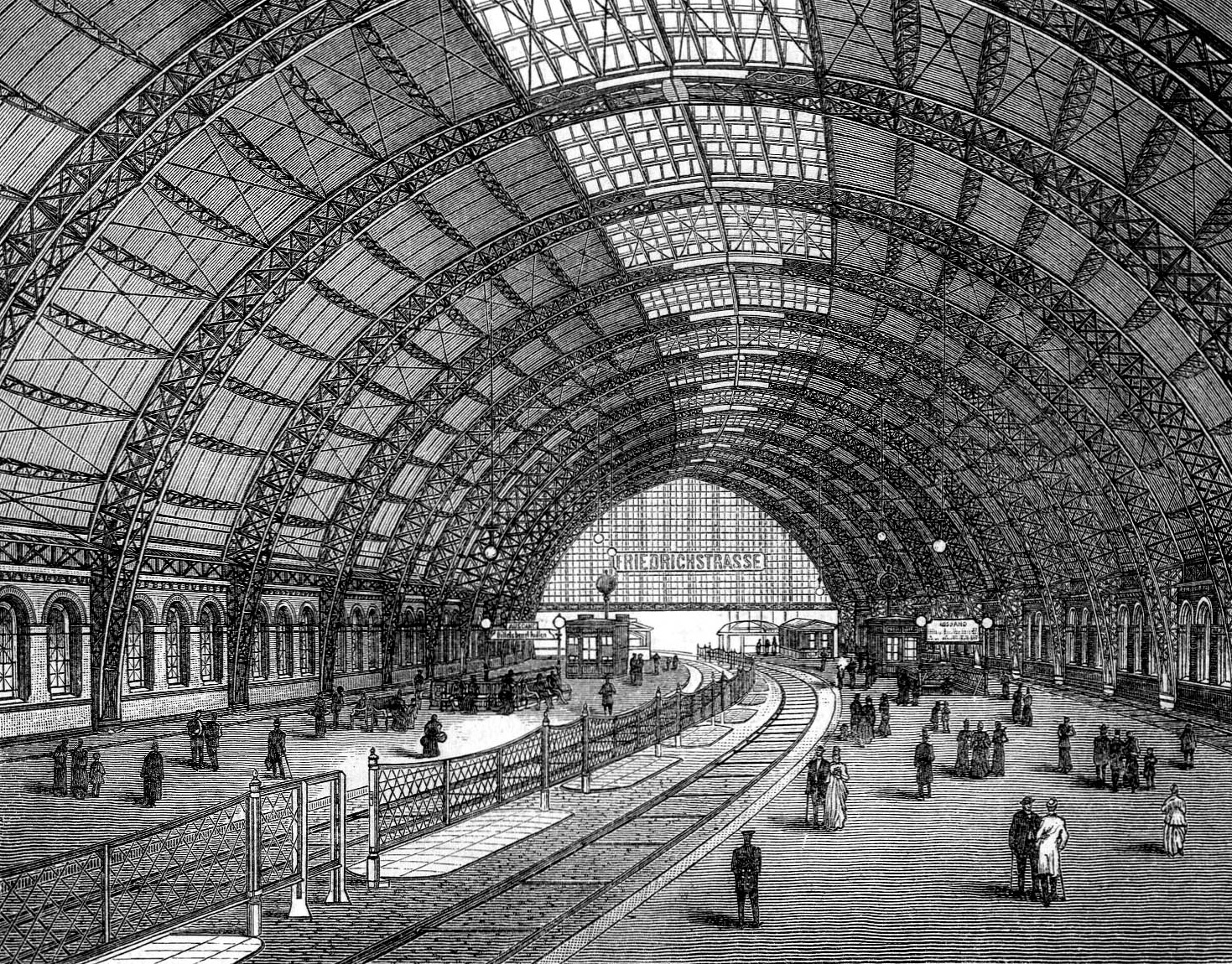
Dessin publié en 1885.
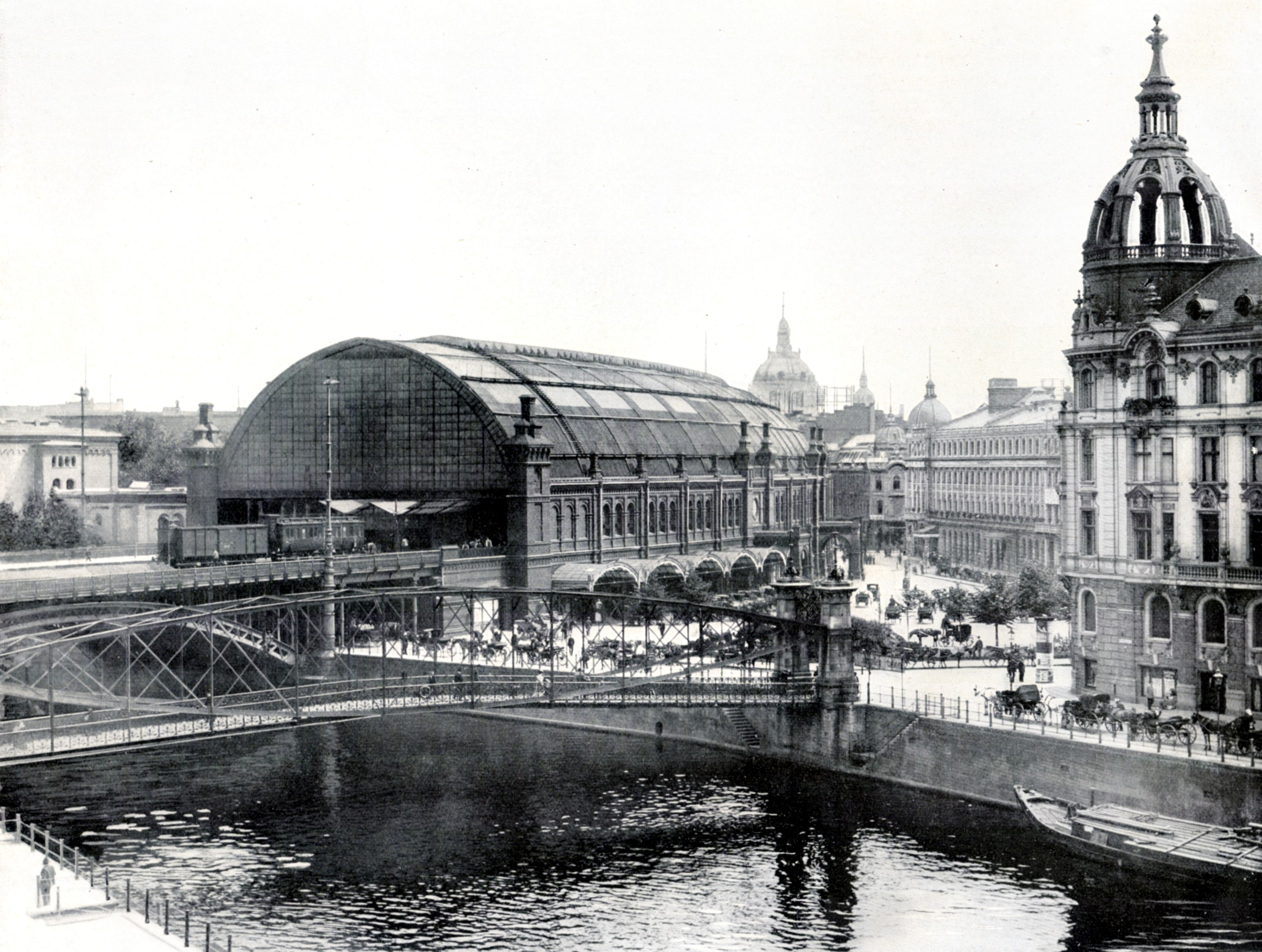
La gare en 1900.
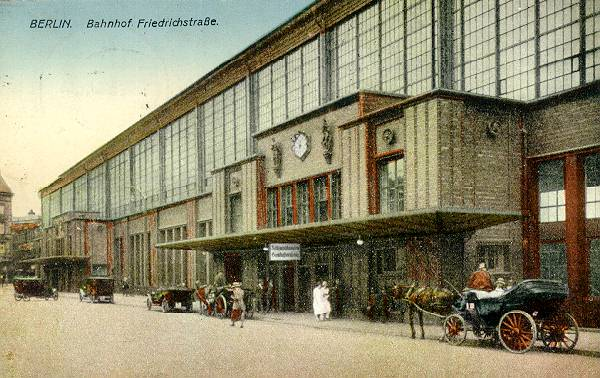
La face sud en 1926.
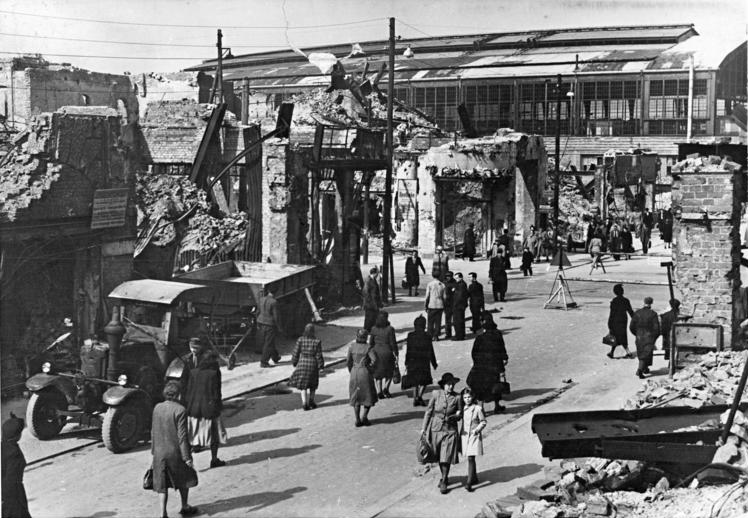
Les destructions autour de la gare après la Seconde Guerre mondiale.
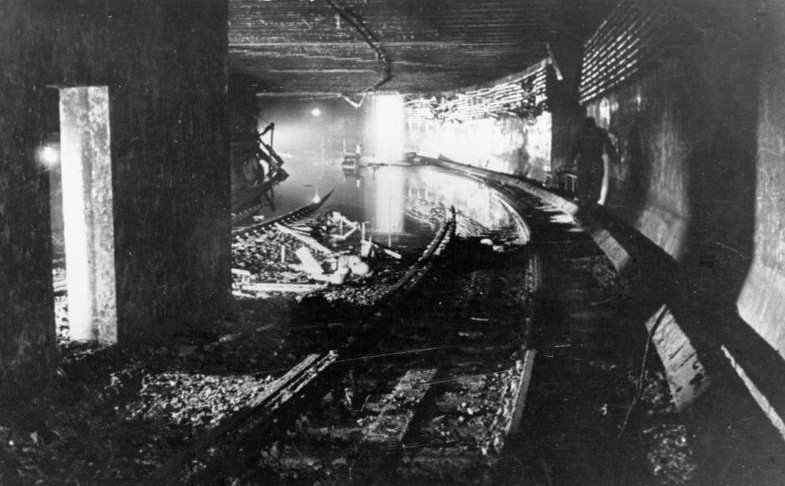
Le tunnel inondé par les nazis.
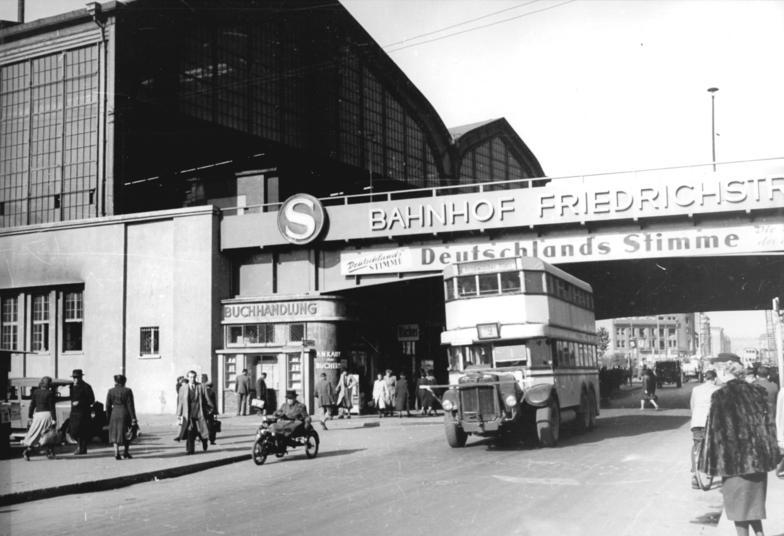
La gare au début des années 1950.
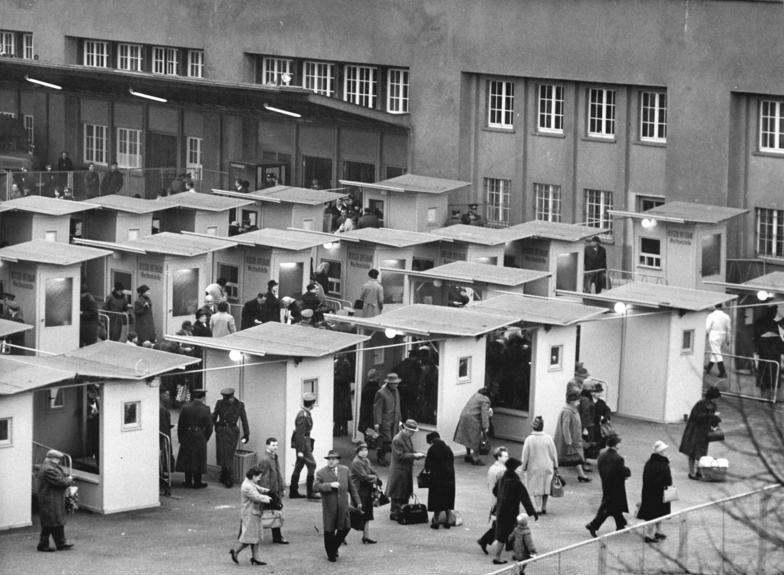
Contrôle des passeports pour les visiteurs de Berlin-ouest en 1964.
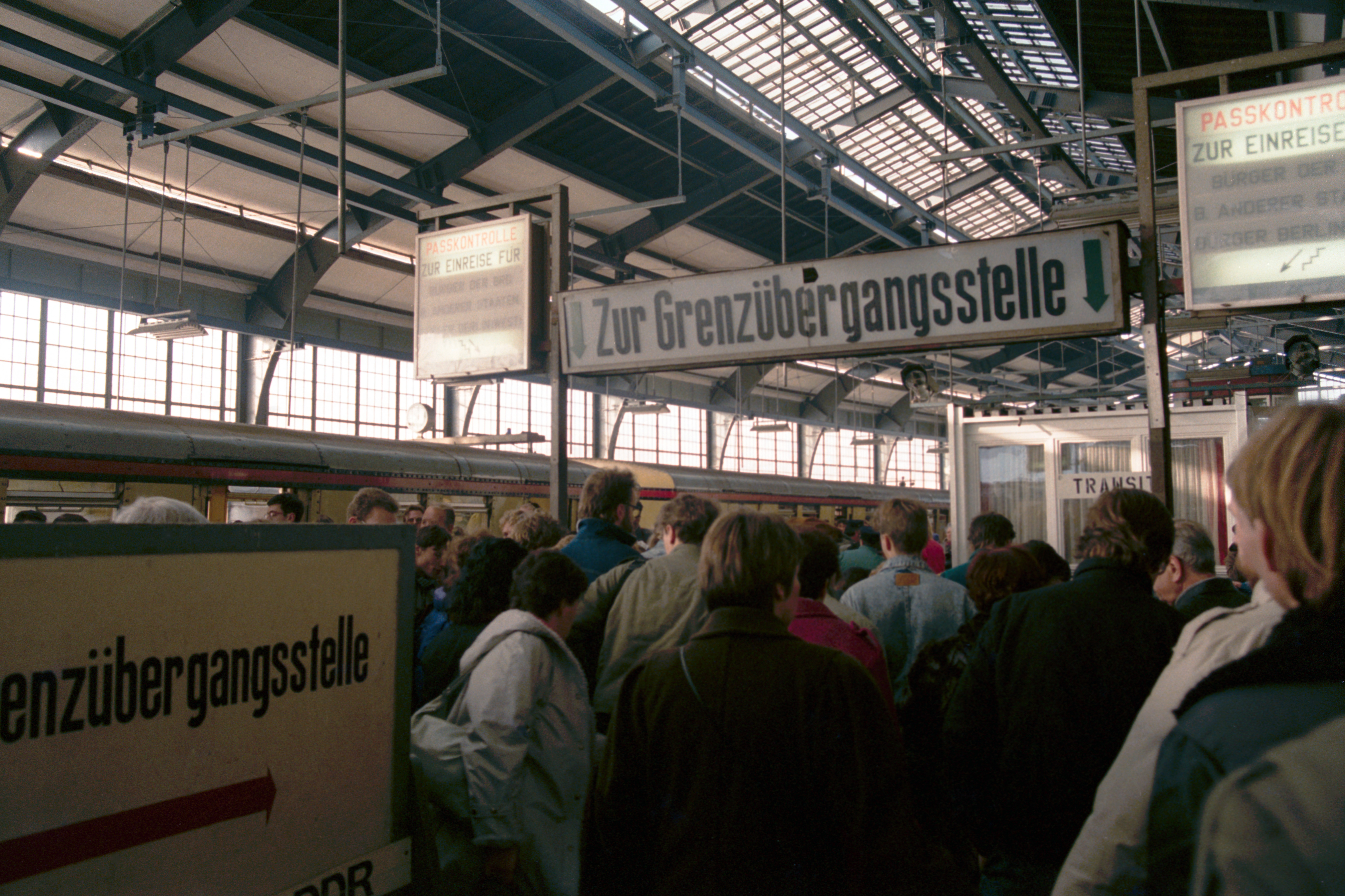
Quai de la S-Bahn menant à Berlin-Ouest en 1989.
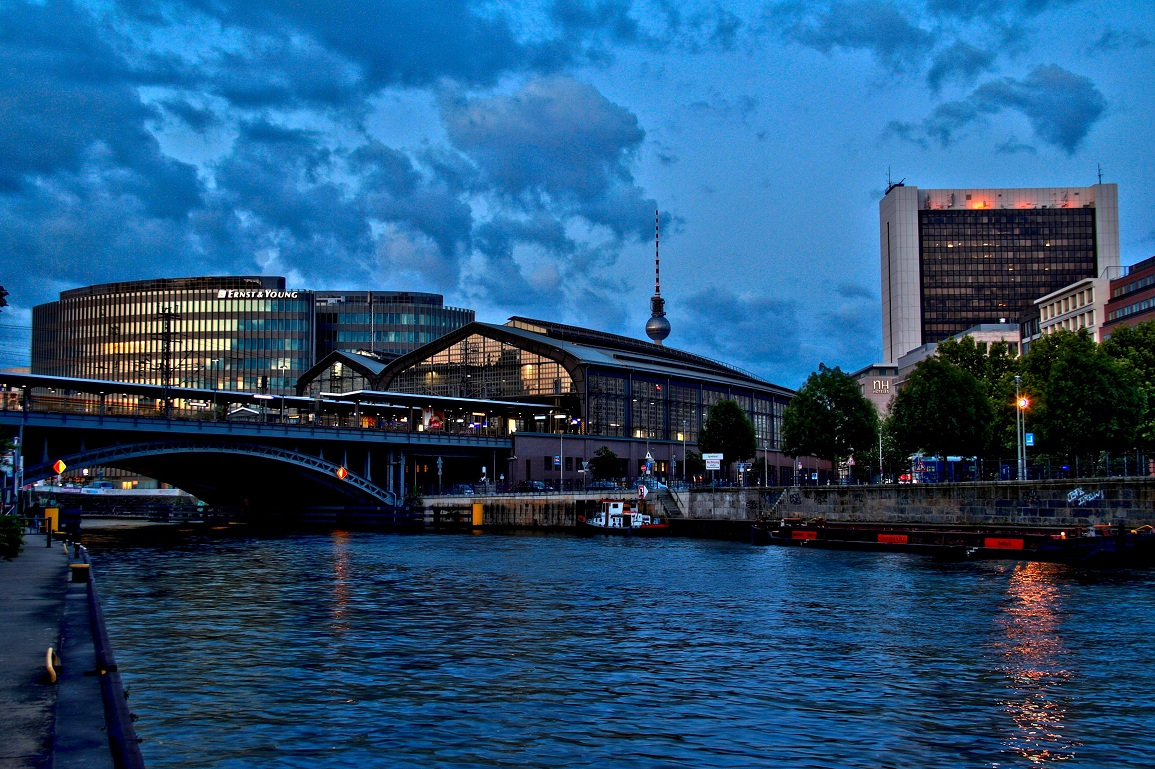
La gare depuis l'ouest au crépuscule (2012).